# Пунишич, Драган
Дра́ган Пу́нишич (серб. Драган Пунишић / Dragan Punišić; род. 1 марта 1966, Белград) — сербский футболист, полузащитник.
Драган Пунишич начал карьеру в клубе «Раднички» (Пирот). Затем перешёл в «Црвену Звезду». В составе команды из Белграда стал чемпионом Югославии сезона 1987/88. Далее перебрался в «Войводину». В её составе ещё раз стал победителем чемпионата Югославии.
Затем выступал за «Риеку». После распада Югославии отправился в испанский «Кастельон». После этого играл за португальский клуб «Бейра Мар». Когда Пунишич выступал за этот клуб, «Бейра Мар» переживал не лучшие времена, находясь в нижней части турнирной таблицы. Из-за этого Драган пребывал в дурном настроении. В итоге покинул «Бейра Мар» и перешёл в «Фаренсе».
Пунишич являлся полунападающим, типичным номером 10.